# Échappé (football canadien)
Pour l'action similaire au football américain, voir Fumble.
Pour les articles homonymes, voir Échappée.
Un échappé  (ou fumble en Europe) est un terme utilisé dans le football canadien. 
Il se produit quand un joueur qui est en possession et en contrôle du ballon le laisse s'échapper à l'intérieur de la surface de jeu, avant que le joueur ait été plaqué ou qu'il ait franchi la ligne des buts. L'échappé au football américain est régi par des règles légèrement différentes.

## Règles
On parle d'échappé pour tous les jeux où il y a perte de possession du ballon qui est en contrôle du joueur, ce qui exclut les passes (on parle d'interception), les bottés et les remises de ballon. Si le ballon touche le receveur d'un botté et tombe au sol, ou dans une remise le ballon glisse des mains du joueur, ce n'est pas considéré comme un échappé. En règle générale, un joueur ne peut laisser échapper un ballon qu'il ne contrôle pas. 
La perte de ballon lorsqu'il y a contact avec le sol n'est pas considérée comme un échappé.
Un échappé peut être provoqué par un joueur de la défense lorsque celui-ci empoigne ou frappe le ballon et que celui-ci échappe des mains du joueur.

### Action
Lorsqu'il y a perte de ballon, celui-ci est toujours en jeu et peut être récupéré par les deux équipes et le faire avancer, sauf dans les dernières minutes d'une mi-temps où aucune progression n'est accordée. 
Si l'équipe qui était à l'attaque récupère le ballon, elle reprendra à l'endroit où le joueur a été plaqué et continuera sa série d'essais, à moins que les 10 verges (yards en Europe) au contrat aient été franchies - dans ce cas ce sera un nouveau contrat ou premier essai. Si l'équipe qui était en défense récupère le ballon, celle-ci passera en attaque et le ballon sera placé à l'endroit où le joueur a été plaqué pour un premier essai. Si le ballon sort du terrain après un échappé, la possession est attribuée à la dernière équipe qui a touché le ballon sur le terrain.
Lorsqu’un joueur perd le ballon ou dirige le ballon du terrain vers sa zone des buts et qu’il sort des limites dans la zone des buts sans qu’un joueur prenne possession du ballon, l’équipe adverse marque 2 points.

### Revirement
L'échappé est une des trois actions qui peuvent causer un changement de possession, les deux autres étant une interception et un échec en troisième essai (au dernier essai, au lieu de dégager ou de tenter un botté de placement, l'équipe peut tenter de gagner les verges manquantes par une troisième tentative. Si elle réussit, l'attaque entame un nouveau contrat soit un premier essai. Dans le cas contraire, l'équipe qui était en défense reprend le ballon là où le jeu s'est terminé et débute par son premier essai).

## Échappé célèbre
Dans le quatrième quart de la 42e coupe Grey en 1954, Chuck Hunsiger des Alouettes de Montréal, perd le ballon sur la ligne de 15 verges des Eskimos d'Edmonton. Jackie Parker des Eskimos, récupère le ballon à sa ligne de 20 verges et court 90 verges pour marquer le touché qui s’avérera être celui de la victoire.

## Statistiques retour d'échappés
Verges sur des retours d'échappés en carrière pendant les saisons régulières:
Greg Battle (en), Wpg, LV, Ott, Ssk (1987-1998) - 270 verges
Verges sur des retours d'échappés en  saisons régulières:
Reggie Givens, Toronto (1997) - 182 verges
Plus long retour d'échappés en saison régulière:
Al Washington, Ottawa (vs. Calgary, 7 juillet 1984) - 104 verges